# 羅恰
羅恰是烏拉圭的城市，也是羅恰省的首府，位於該國東南部，距離聖卡洛斯約70公里，始建於1793年，海拔高度27米，每年平均降雨量1,123毫米，主要經濟活動是稻米種植和旅遊業，2004年人口25,538。

## 外部連結
- INE map of Rocha （页面存档备份，存于）